# ديانا تشرشل
ديانا تشرشل (بالإنجليزية: Diana Churchill)‏ هي ممثلة بريطانية (وحملت سابقاً جنسية المملكة المتحدة لبريطانيا العظمى وأيرلندا)، ولدت في 21 أغسطس 1913 في المملكة المتحدة، وتوفيت بنفس المكان في 8 أكتوبر 1994.

## وصلات خارجية
- ديانا تشرشل على موقع IMDb (الإنجليزية)
- ديانا تشرشل على موقع أول موفي (الإنجليزية)
- ديانا تشرشل على موقع قاعدة بيانات الأفلام السويدية (السويدية)
- ديانا تشرشل على موقع قاعدة بيانات الفيلم (الإنجليزية)
- ديانا تشرشل على موقع كينوبويسك (الروسية)